# Eugène Lemaire

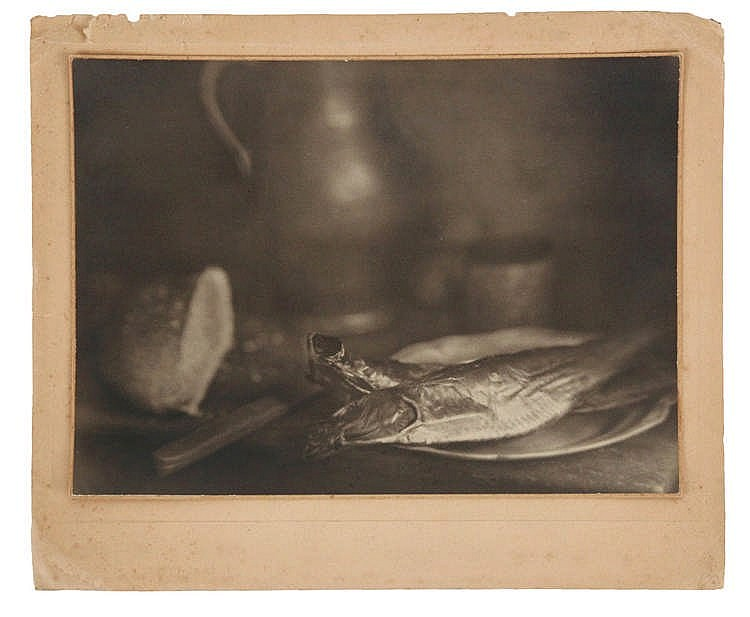
Eugene Lemaire: Repas frugal (Einfaches Mahl)

Eugène Lemaire (* 1874 in Vieux-Molhain, Frankreich; † 1948 in Charleroi, Belgien) war ein belgischer Fotograf, der für seine Porträts und Stillleben bekannt war.

## Leben
Eugène Lemaire wurde 1874 in Vieux-Molhain geboren. Im Laufe seines Lebens wurde er zu einem wichtigen Vertreter des belgischen Piktorialismus. Er war eng mit Léonard Misonne befreundet, einem anderen bedeutenden Fotografen dieser Bewegung.
Eugène Lemaire spezialisierte sich auf Porträts und Stillleben. Seine Werke zeichnen sich durch eine meisterhafte Beherrschung von Unschärfe und Chiaroscuro aus, was ihm den Ruf des unübertroffenen Meisters des Stilllebens in Belgien einbrachte.

## Ausstellungen
- 1932: XXVIIème Salon International d’Art Photographique, Paris, Frankreich
- 1934: 1er Salon International de Charleroi, Charleroi, Belgien
- 1938: Cercle photographique Verviétois, Verviers, Belgien
- 2003: Maison de la Culture de Namur, Namur, Belgien
- 2005: Musée d’Art Letton de Riga, Expo Art/W20, Riga, Lettland